# زاژیگینو (استان آرخانگلسک)
زاژیگینو (به لاتین: Zazhigino) یک منطقهٔ مسکونی در روسیه است که در استان آرخانگلسک واقع شده‌است.